# Ealdberht (Wessex)
Ealdberht (auch Aldbryht, Ealdbriht, Ealdbryht, Eadbryht, Ealbyrht; † 725) war ein angelsächsischer Ætheling (etwa „Prinz“).

## Leben
Ealdberht stammte vermutlich aus dem Haus Wessex und war möglicherweise ein Sohn von König Ine oder dessen Bruder Ingeld († 718). Anfang der 720er Jahre scheint es innerhalb der Königsfamilie von Wessex zu innerdynastischen Auseinandersetzungen gekommen zu sein. 721 tötete Ine seinen Thronrivalen Cynewulf. Auch Ines Frau Æthelburg wandte sich offenbar gegen ihn und ließ im Jahr 722 die um das Jahr 710 von Ine befestigte Stadt Taunton zerstören. Nach Henry of Huntingdon, einem Chronisten des 12. Jahrhunderts, vertrieb Æthelburg den Rebellen Ealdberht aus Taunton. Diese Interpretation wird heute jedoch kaum noch vertreten. Ealdberht floh zunächst nach Surrey und bald darauf nach Sussex, abhängigen, aber zu dieser Zeit nach Autonomie strebenden Reichen, ins Exil. Er bekam den Beinamen Wræcca („Vertriebener, Verbannter, Flüchtling“). Ine folgte ihm und es kam noch 722 zu Kämpfen mit den Südsachsen, die sich offenbar mit Ealdberht verbündet hatten. 725 kam es zu erneuten Kämpfen Ines gegen Sussex, in denen Ealdberht fiel.